# Magdalena Gigowa

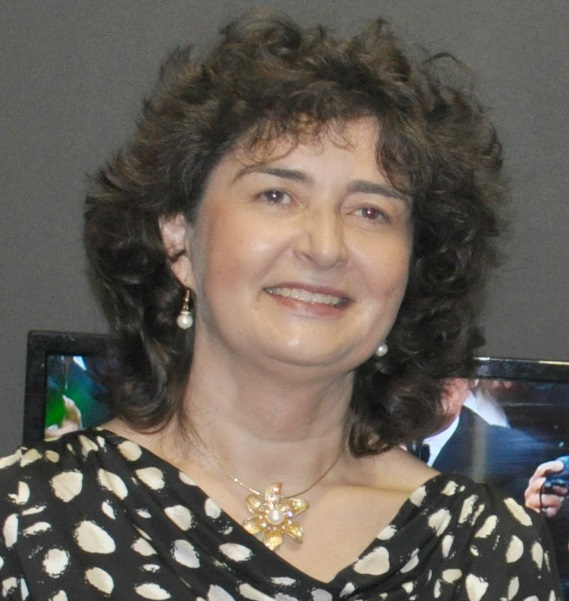
Magdalena Gigowa

Magdalena Gigowa (bulgarisch Магдалена Гигова, englisch Magdalena Gigova; * 1. September 1962 in Sofia in Bulgarien) ist eine bulgarische Journalistin, Schriftstellerin, Chronistin, Bloggerin und Dozentin, Mitglied der Organisation der Reisejournalisten FIJET und Zonta International.

## Leben
Magdalena Gigowa wurde in der bulgarischen Hauptstadt Sofia, am 1. September 1962 geboren. Sie entstammt väterlicherseits aus der ehemals Gabrower Familie Doskowi, die an der bulgarischen Aufklärung und Freiheitskämpfe teilnahmen, Ihr Urgroßvater Dimitar Doskow war Freiwilliger in der Schlacht am Schipkapass. Sie ist weiterhin mit der Opernsängerin Elena Doskowa, die erste Bulgarin an der Mailänder Scala sowie mit dem Bergsteiger Kyril Doskow (1984 Everest) verwandt. Mütterlicherseits entstammt sie aus der Familie von Pawel Filip Karatodorow, langjähriger Direktor der bulgarisch-schweizerischen Zimentfabrik Granitoid AG sowie des Architekten Stefan Bojadschiew.
Als politische Journalistin und Berichterstatterin schrieb sie für die Zeitungen Zemja, Trud und Presa sowie für das Online-Portal epicenter.bg. Weiterhin veröffentlicht sie Artikel in den Zeitschriften Premium Lifestyle, Schenata Dnes (aus dem bulg. Жената днес/Die Frau heute) und Voyage. Sie war Autorin und führte die Moderation der Gesundheitssendung O!Zdrawej (aus dem bul. О!Здравей, zu dt. O!Hallo) im privaten Fernsehsender BIT, sowie der Reisesendung Pokana za patuwane (aus dem Bulg. Покана за пътуване zu dt. Reiseeinladung) im Zweiten Programm des Bulgarischen Nationalradios (BNR Christo Botew, eine der beiden nationalen Wellen).
Zwischen 1992 und 2000 lehrte sie Theorie und Praxis der Printmedien an der Universität Sofia.
2013 gewann Magdalena Gigowa den Preis Frau des Jahres in der Kategorie für Journalismus. Weiter war sie zwei Mal für den Journalismus Preis Tschernorisez Chrabar nominiert.

## Veröffentlichungen (Auswahl)
Sortiert nach Erscheinungsjahr:
- mit Milena Dimitrowa: Франджипани и фаранги, две българки при жените-жирафи в Бирма (Frangipani und Farangians: Zwei bulgarische Giraffenfrauen in Burma). Trud, 2007, ISBN 954-528-522-2 (bulgarisch).
- Маги, от Магелан. пътешествия и приключения от първо лице: Антигуа, Мартиника, Тортола, Теотуакан, Юкатан, Чичен-Ица, Бирма, Мандалей, Янгон, Гуджарат, Ахмедабад (Maggie von Magellan. Reise und Abenteuer aus erster Hand: Antigua, Martinique, Tortola, Teituan, Yucatan, Chichen Itza, Burma, Mandalay, Yangon, Gujarat, Ahmedabad). Aros, Sofia︡ 2009, ISBN 978-954-9873-54-2 (bulgarisch).
- Новите пътешествия на Маги от Магелан (Maggies neue Reisen aus Magellan). 2012, ISBN 954-9873-74-9.
- Šepot ot stari danteli. Intimnite preživjavanija na izvestni ličnosti ot „Velikite bălgarski ljubovi“ (Das Flüstern der alten Danteli. Die intimen Überbleibsel der „großen bulgarischen Liebenden“). Aros, Sofija 2014, ISBN 978-954-9873-91-7 (bulgarisch).[5]
- София. Адресите на любовта (Sofia. Die Adressen der Liebe). Verlag Aros, Sofia 2020, ISBN 978-6-19733725-9 (bulgarisch).